# 宋豪輝
宋豪輝 (1953年8月23日—），香港演員、導演，執導電影代表作有《Beyond日記之莫欺少年窮》。

## 簡介
宋豪輝於1973年報名第2期無綫電視藝員訓練班，同期同學有伍衛國、吳浣儀等人畢業後簽約兩年，曾演出多部電視劇包括《永恆的春天》、《朱門怨》等。
宋豪輝於1975年滿約後跟隨鍾景輝轉投麗的電視，曾演出多部電視劇及演唱劇集歌曲，1978年負笈美國三藩市藝術學院主修電影及攝影。
1982年回香港後加入亞洲電視（前身為麗的電視）任職劇集編導，首部編導電視劇為《再見狂牛》，1984年重返無綫電視任職劇集編導至1988年離職其編導劇集有《儂本多情》等。
1989年與林德祿合作導演電影《我未成年》，初嚐執導滋味。其他電影作品包括《富貴黃金屋》及《Beyond日記之莫欺少年窮》。

## 參與作品(部份)

### 演出電影
| 年份 | 電影名稱       |
| ---- | -------------- |
| 1976 | 風流小子       |
| 1978 | 偷食搶食揾飯食 |
| 1992 | 雙龍會         |

### 參與編導電視劇
| 年份 | 電視劇名稱       |
| ---- | ---------------- |
| 1982 | 再見狂牛         |
| 1984 | 儂本多情         |
| 1984 | 楚留香之蝙蝠傳奇 |
| 1986 | 倚天屠龍記       |
| 1988 | 大都會           |

### 執導電影
| 年份 | 電影名稱               |
| ---- | ---------------------- |
| 1989 | 我未成年               |
| 1991 | Beyond日記之莫欺少年窮 |
| 1992 | 富貴黃金屋             |
| 2014 | 求愛假期               |

## 個人生活
宋豪輝的太太是前演員張美璉，兩人相識於麗的電視，於1983年結婚。

## 外部連結
- 香港電影導演大全 （页面存档备份，存于）
- 張之珏胞妹張寶之偶遇舊拍檔宋豪輝夫婦 曾獲「香港公主」一頭銀絲風采依然 （页面存档备份，存于）